# Keran de Armenia
Keran de Lampron (en armenio: Կեռան; antes de 1262 – 28 de julio de 1285) fue la reina consorte de Armenia. Pertenecía a la dinastía hetumiana.

## Biografía
Keran era hija del príncipe Haitón de Lampron y de su esposa, cuyo nombre se desconoce. Tuvo tres hermanos: Marian, Alicia y Raimundo.
Antes del 15 de enero de 1262 o 14 de enero de 1263, se casó el príncipe León, hijo mayor de Haitón I, que se convirtió en rey luego de la abdicación de su padre en 1270. 
Sus contemporáneos hicieron muchas palabras de elogio sobre la reina Keran. Su hijo Haitón afirmó que «ella tenía un alma maravillosa y un cuerpo hermoso». El cronista y escriba Avetis, la describió como «una buena amiga de su esposo en problemas y alegrías».
Después del nacimiento de su último hijo, Keran se hizo monja y entró en el monasterio de Drazark, asumiendo el nombre de Teofanía. Probablemente se le unió allí su hermana Marian. Murió el 28 de julio de 1285 y fue enterrada en el mismo monasterio.

## Descendencia
Keran y León tuvieron dieciséis hijos:
- Un hijo que nació en 1262 o 1263 y murió en la infancia.
- Constantino (1265- ¿?)
- Eufemia (1266- ¿?)
- Haitón (1267-1307), rey de Armenia.
- Thoros (1270-1298), rey de Armenia.
- Rubén (1272/1273- ¿?)
- Isabel (1273/1274-1276)
- Sempad (1276/1277-1310/1311), rey de Armenia.
- Isabel (1275/1280-1323), princesa de Tiro.
- Constantino (1277/1278-1308), rey de Armenia.
- Rita (1278/1279-1333), emperatriz bizantina.
- Teófane (1278/1279-1296)
- Narsés (1279/1280-1301)
- Oshin (1283/1284-1320), rey de Armenia.
- Alinakh (1283/1284-1310), señor de Lampron y Tarso.